# Équipe de Turquie masculine de handball
L'équipe de Turquie masculine de handball représente la Turquie lors des compétitions internationales masculines de handball. 
La sélection n'a jamais participé aux Jeux olympiques ou à une phase finale des championnats du monde ou des championnats d'Europe. 

## Palmarès
Championnats des Pays émergents
 en 2017
Jeux méditerranéens
 en 2013

## Effectif actuel
Les 16 joueurs sélectionnés pour les éliminatoires du Mondial 2021, le 27 octobre 2019 étaient :
| Numéro | Poste | Nom                  | Date de naissance         | Taille | Club actuel                |
| ------ | ----- | -------------------- | ------------------------- | ------ | -------------------------- |
| 16     | GB    | Coskun Göktepe       | 4 août 1988 (31 ans)      | 1,88 m | Selka Eskisehir Hentbol SK |
| 26     | GB    | Yunus Özmusul        | 4 février 1989 (30 ans)   | 2,00 m | Göztepe SK                 |
| 3      | ALG   | Alp Eren Pektas      | 22 mai 1987 (32 ans)      | 1,90 m | Selka Eskisehir Hentbol SK |
| 4      | ALG   | Enis Harun Hacioğlu  | 1er janvier 1998 (21 ans) | 1,83 m | Göztepe SK                 |
| 17     | ALD   | Görkem Bicer         | 2 janvier 1999 (20 ans)   | 1,88 m | Göztepe SK                 |
| 35     | ALD   | Yigit Eröz           | 19 janvier 1989 (30 ans)  | 1,75 m | Selka Eskisehir Hentbol SK |
| 5      | DC    | Onur Ersin           | 20 mars 1992 (27 ans)     | 1,90 m | Besiktas SK                |
| 77     | DC    | Özgür Sarak          | 7 février 1993 (26 ans)   | 1,93 m | Besiktas SK                |
| 11     | ARG   | Doruk Pehlivan       | 10 juillet 1998 (21 ans)  | 2,01 m | KS Kielce                  |
| 19     | ARG   | Baran Nalbantoğlu    | 27 octobre 1992 (27 ans)  | 1,95 m | Besiktas SK                |
| 24     | ARG   | Halil Ibrahim Öztürk | 13 mars 1996 (23 ans)     | 1,90 m | Göztepe SK                 |
| 8      | ARD   | Durmus Ali Tinkir    | 17 mars 1994 (25 ans)     | 1,90 m | Olympiakos                 |
| 90     | ARD   | Cemal Kütahya        | 12 juin 1990 (29 ans)     | 1,95 m | Antalyaspor SK             |
| 13     | PVT   | Uğur Erceylan        | 8 mai 1989 (30 ans)       | 1,93 m | Selka Eskisehir Hentbol SK |
| 14     | PVT   | Mehmet Demirezen     | 3 août 1988 (31 ans)      | 1,93 m | Besiktas SK                |
| 48     | PVT   | Caglayan Öztürk      | 5 janvier 1988 (31 ans)   | 1,90 m | Beykoz Belediyesi SK       |